# Incana
Genre
Incana est un genre monotypique de passereaux de la famille des Cisticolidae. Il est endémique de l'île de Socotra.

## Liste des espèces
Selon la classification de référence du Congrès ornithologique international (version 8.1, 2018) :
- Incana incana (Sclater, PL & Hartlaub, 1881) — Cisticole pâle, Cisticole de Hartlaub, Fauvette de Socotra